# Тосканела (Болоња)
Тосканела (итал. Toscanella) је насеље у Италији у округу Болоња, региону Емилија-Ромања.
Према процени из 2011. у насељу је живело 4181 становника. Насеље се налази на надморској висини од 68 м.